# Los Cabos Open
El Torneig de Los Cabos, oficialment conegut com a Los Cabos Open i Abierto Mexicano Los Cabos, és una competició tennística professional masculina que es disputa anualment sobre pista dura a Cabo San Lucas, Los Cabos, Mèxic. Pertany als International Tournaments del circuit WTA femení.
El torneig es va crear l'any 2016 amb el nom Abierto Mexicano Mifel.

## Palmarès

### Individual masculí
| Any  | Campió                                            | Finalista                                         | Resultat                                          |
| ---- | ------------------------------------------------- | ------------------------------------------------- | ------------------------------------------------- |
| 2025 | Denis Shapovalov                                  | Aleksandar Kovacevic                              | 6−4, 6−2                                          |
| 2024 | Jordan Thompson                                   | Casper Ruud                                       | 6−3, 7−6(4)                                       |
| 2023 | Stéfanos Tsitsipàs                                | Alex de Minaur                                    | 6−3, 6−4                                          |
| 2022 | Daniïl Medvédev                                   | Cameron Norrie                                    | 7−5, 6−0                                          |
| 2021 | Cameron Norrie                                    | Brandon Nakashima                                 | 6−2, 6−2                                          |
| 2020 | Torneig suspès a causa de la pandèmia de COVID-19 | Torneig suspès a causa de la pandèmia de COVID-19 | Torneig suspès a causa de la pandèmia de COVID-19 |
| 2019 | Diego Schwartzman                                 | Taylor Fritz                                      | 7−6(6), 6−3                                       |
| 2018 | Fabio Fognini                                     | Juan Martín del Potro                             | 6−4, 6−2                                          |
| 2017 | Sam Querrey                                       | Thanasi Kokkinakis                                | 6−3, 3−6, 6−2                                     |
| 2016 | Ivo Karlović                                      | Feliciano López                                   | 7−6(5), 6−2                                       |

### Dobles masculins
| Any  | Campions                                          | Finalistes                                        | Resultat                                          |
| ---- | ------------------------------------------------- | ------------------------------------------------- | ------------------------------------------------- |
| 2025 | Robert Cash JJ Tracy                              | Blake Bayldon Tristan Schoolkate                  | 7−6(4), 6−4                                       |
| 2024 | Max Purcell Jordan Thompson                       | Gonzalo Escobar Aleksandr Nedovyesov              | 7−5, 7−6(2)                                       |
| 2023 | Santiago González Édouard Roger-Vasselin          | Andrew Harris Dominik Köpfer                      | 6−4, 7−5                                          |
| 2022 | William Blumberg Miomir Kecmanović                | Raven Klaasen Marcelo Melo                        | 6−0, 6−1                                          |
| 2021 | Hans Hach Verdugo John Isner                      | Hunter Reese Sem Verbeek                          | 5−7, 6−2, [10−4]                                  |
| 2020 | Torneig suspès a causa de la pandèmia de COVID-19 | Torneig suspès a causa de la pandèmia de COVID-19 | Torneig suspès a causa de la pandèmia de COVID-19 |
| 2019 | Romain Arneodo Hugo Nys                           | Dominic Inglot Austin Krajicek                    | 7−5, 5−7, [16−14]                                 |
| 2018 | Marcelo Arévalo Miguel Ángel Reyes Varela         | Taylor Fritz Thanasi Kokkinakis                   | 6−4, 6−4                                          |
| 2017 | Juan Sebastián Cabal Treat Huey                   | Sergio Galdós Roberto Maytin                      | 6−2, 6−3                                          |
| 2016 | Purav Raja Divij Sharan                           | Jonathan Erlich Ken Skupski                       | 7−6(3), 7−6(4)                                    |